# Жовта газета
«Жовта газета» — полтавська україномовна рекламно-інформаційна газета. Виходить двічі на тиждень у понеділок та четвер. Наклад: 17 500 примірників. Газета є членом Української асоціації видавців періодичної преси, входить до Української мережі оголошень (УМО).

## Історія
Засновано газету 1991 року.

## Зміст
Виходить газета на 44-62 аркушах формату А3. Наповненням газети є реклама та об'яви. Щотижня у Жовтій газеті виходить близько 15 000 оголошень від фізичних та юридичних осіб.